# 沙莱
沙莱（法語：Chalais，法語發音：[ʃalɛ]）是瑞士瓦莱州的一个市镇。1892年，當地出現大火，部分區域被燒毀。
截至2009年，沙莱的面积为24.5平方公里。其中4.65平方公里的土地為農用地，16.55平方公里的土地为森林。2.07平方公里的土地被建筑物或道路佔據，0.02平方公里的土地為河流或湖泊。

## 友好城市
- 法國 沙莱